# Rejon młynowski
Rejon młynowski – jednostka administracyjna wchodząca w skład obwodu rówieńskiego Ukrainy.
Rejon utworzony w 1940, ma powierzchnię 945 km² i liczy około 37 tys. mieszkańców (2019). Siedzibą władz rejonu jest Młynów.
Na terenie rejonu znajdują się 1 osiedlowa rada i 29 silskich rad, obejmujących w sumie 92 miejscowości.

## Miejscowości rejonu
- Arszyczyn (Аршичин)
- Babołoki[2] (Баболоки)
- Bakoryn (Бакорин)
- Berehy[3][4] (Береги)
- Bohusziwka (Horodyszcze, Богушівка)
- Bokujma (Бокійма)
- Borbin (Борбин)
- Boremiec[5] (Боремець)
- Bryszcze (Брищі)
- Budy (Буди)
- Chorupań (Хорупань)
- Czekno (Чекно, Межиріччя)
- Dobratyn (Добрятин)
- Dolina (Долина)
- Dołhoszyje (Довгошиї)
- Dorohostaje Małe (Малі Дорогостаї)
- Hnatiwka (Гнатівка)
- Hołowczyce (Головчиці)
- Honczarycha (Гончариха)
- Horodnica Wielka (Велика Городниця)
- Iwankowce[6]  (Іванківці)
- Iwanówka[7] (Іванівка)
- Jabłuniwka (Яблунівка)
- Jałowicze (Яловичі)
- Jarosławicze (Ярославичі)
- Julianówka (Улянівка)
- Klin (K. Smordewski, Клин)
- Koblin (Коблин)
- Korabliszcze (Кораблище)
- Kosarewo (Косареве)
- Kozyrszczyna (Козирщина)
- Krasne (Красне)
- Lichaczówka (Лихачівка)
- Łukarówka (Лукарівка)
- Malin (Малин)
- Malowane (Мальоване)
- Mantyn (Мантин)
- Maślanka (Маслянка)
- Miatyń (Мятин)
- Młynów (Млинів)
- Moskiewszczyzna (Московщина)
- Moszków[8] (Мошків)
- Murawica cz. (Млинів)
- Mykołajiwka (Миколаївка)
- Nadczyce (Надчиці)
- Nowiny (Новини)
- Nowe (Нове)
- Nowosełiwka (Bożkiwicze, Новоселівка)
- Nowosiółki (Новосілки)
- Nowoukrainka (Szaława, Ledóchówka, Новоукраїнка)
- Nowyna-Dobrjatynska (Новина-Добрятинська)
- Ostrożec (Острожець)
- Ostryjów (Остріїв)
- Ozlijów (Озліїв)
- Pekałów cz. (Аршичин)
- Pekałów (Пекалів)
- Pianie (П’яннє, Радянське)
- Pełża (Певжа)
- Peremiłówka (Перемилівка)
- Pereweredów (Перевередів)
- Pidhaj (Підгай)
- Pidłozce(Підлозці)
- Pietuszków (Пітушків)
- Podbrusyń (Підбрусинь)
- Podhajce (Підгайці)
- Podliśce (Підлісці)
- Pośników (Посників)
- Prywitne (Falkowszyzna, Привітне)
- Puchaczówka (Пугачівка)
- Radów (Радів)
- Rudlew[9]  (Рудливе)
- Rzeczyszcze (Річище)
- Smordwa (Смордва)
- Stawiszcze (Ставище)
- Stawrów (Ставрів)
- Stomorgi (Стоморги)
- Świszczów (Свищів)
- Targowica (Торговиця)
- Tereszów (Терешів)
- Topyle (Топілля)
- Trawnewe[10] (Травневе)
- Tuszebin (Тушебин)
- Ujeźdźce (Уїздці)
- Użyniec (Ужинець)
- Wełnicze (Вовничі)
- Wełyke (Rykanie Wielkie, Велике)
- Władysławówka (Владиславівка)
- Wojnica (Війниця)
- Zabłocie[11]  (Заболоття)
- Zabołotynci (Knierut, Заболотинці)
- Zahatynci(Wola Rykańska, Загатинці)
- Załawie[12] (Залав'я)
- Zawale (Завалля)
- Zborów (Зборів)
- Zorjane (Kniahininek, Зоряне)